# تشغابور رحمان (مقاطعة دالاهو)
تشغابور رحمان (بالفارسية: چغابور رحمان) هي قرية تقع في كرمانشاه في إيران. يقدر عدد سكانها بـ 117 نسمة .